# サテン・ドール (ボビー・ハンフリーのアルバム)
『サテン・ドール』（Satin Doll）は、アメリカ合衆国のジャズ・フルート奏者、ボビー・ハンフリーが1974年に録音・発表したスタジオ・アルバム。

## 背景
「サテン・ドール」はデューク・エリントンのカヴァーで、エリントンは本作の制作前に死去しており、また、同時期にハンフリーの娘リッチ・リンが生まれて、ハンフリーは本作を両者に捧げた。なお、ハンフリーはデビュー前にエリントンと共演したことがある。
「ユー・アー・ザ・サンシャイン・オブ・マイ・ライフ」はスティーヴィー・ワンダーのカヴァーで、ハンフリーはニューヨーク進出から間もなくワンダーと親交を深めており、ワンダーはハンフリーの娘の洗礼で代父を務めた。

## 反響・評価
アメリカの総合アルバム・チャートBillboard 200では30位に達し、自身唯一の全米トップ40アルバムとなった。また、『ビルボード』のR&Bアルバム・チャートでは5位、ジャズ・アルバム・チャートでは6位を記録した。本作からのシングル「ファン・ハウス」は『ビルボード』のR&Bシングル・チャートで82位を記録した。
アンドリュー・ハミルトンはオールミュージックにおいて5点満点中3.5点を付け、アルバム全体に関して「ボビー・ハンフリーの天賦の才能を大いに示した、楽しめるLP」「『ブラックス・アンド・ブルース』ほど説得力のあるアルバムではないが、同時代のフュージョンよりはずっと印象的である」、「マイ・リトル・ガール」に関して「ハンフリーの甘く繊細なソプラノ・ボイスが光っている」、「ユー・アー・ザ・サンシャイン・オブ・マイ・ライフ」に関して「街の酒場に似つかわしい、味わい深い演奏」と評している。収録曲「マイ・リトル・ガール」は、リュダクリスが2003年に発表した楽曲「ハード・タイムズ」においてサンプリングが使用された。

## 収録曲
特記なき楽曲はラリー・マイゼル作。
1. ニューヨーク・タイムズ - "New York Times" - 6:53
2. サテン・ドール - "Satin Doll" (Duke Ellington, Johnny Mercer, Billy Strayhorn) - 4:07
3. サンフランシスコ・ライツ - "San Francisco Lights" (Chuck Davis) - 5:26
4. レディーズ・デイ - "Ladies Day" - 6:18
5. ファン・ハウス - "Fun House" (Terry McFaddin, Melvin "Wah-Wah Watson" Ragin) - 4:43
6. マイ・リトル・ガール - "My Little Girl" - 6:41
7. レイン・アゲイン - "Rain Again" - 6:55
8. ユー・アー・ザ・サンシャイン・オブ・マイ・ライフ - "You Are the Sunshine of My Life" (Stevie Wonder) - 2:44

## 参加ミュージシャン
- ボビー・ハンフリー - フルート、ボーカル
- ラリー・マイゼル - ローズ・ピアノ、クラビネット、アープ・シンセサイザー、バックグラウンド・ボーカル、アレンジ、指揮
- フォンス・マイゼル - トランペット、ローズ・ピアノ、クラビネット、バックグラウンド・ボーカル
- ジェリー・ピータース - ピアノ、クラビネット
- チャック・デイヴィス - クラビネット(on #3)、バックグラウンド・ボーカル(on #7)
- ドン・プレストン（英語版） - モーグ・シンセサイザー
- フィル・デイヴィス - モーグ・シンセサイザー(on #8)
- ワー・ワー・ワトソン（英語版） - ギター
- ジョン・ロウィン - ギター
- チャック・レイニー - ベース
- ウェイン・トゥイード - ベース(on #1, #3)
- ハーヴィー・メイソン - ドラムス
- キング・エリソン - コンガ
- ステファニー・スプルール - パーカッション
- ロジャー・サント - パーカッション
- フレディー・ペレン - バックグラウンド・ボーカル
- サマンサ・ハリス - バックグラウンド・ボーカル(on #2)